# Przewóz (powiat kartuski)
Przewóz (kaszub. Przewóz, niem. Schneidewind) – wieś kaszubska w Polsce, położona w województwie pomorskim, w powiecie kartuskim, w gminie Chmielno.
Miejscowość leży na Pojezierzu Kaszubskim, na terenie Kaszubskiego Parku Krajobrazowego, na szlaku wodnym "Kółko Raduńskie", nad jeziorem Raduńskim Dolnym.
Wieś jest siedzibą sołectwa Przewóz w którego skład wchodzą również Sznurki, Haska i Maks. Na południu od miejscowości przebiega Droga wojewódzka nr 228 (Kartuzy-Klukowa Huta-Sulęczyno-Bytów).
| SIMC    | Nazwa   | Rodzaj               |
| ------- | ------- | -------------------- |
| 0160169 | Haska   | osada                |
| 0160175 | Maks    | osada (do 2023 r.)   |
| 0160152 | Sznurki | kolonia (do 2023 r.) |

## Historia
Do 1874 roku obowiązującą nazwą pruskiej administracji dla Przewózu była nazwa Przewoz kiedy to została zmieniona na bardziej niemiecką – Lindenhof. Od końca I wojny światowej Przewóz ponownie znajdował się w granicach Polski (powiat kartuski).
W latach 1975–1998 miejscowość należała administracyjnie do województwa gdańskiego.